# Ben Spies
Ben Spies (ur. 11 lipca 1984 w Germantown) – amerykański motocyklista.

## Kariera

### Starty w Ameryce
Profesjonalną karierę Ben rozpoczął w roku 2000. W latach 2002–2003 brał udział w kategorii Amerykańskiej Formule Xtreme, w której w drugim podejściu sięgnął po tytuł mistrzowski. W latach 2002–2006 ścigał się w Amerykańskich Mistrzostwach Supersport, w których najlepiej spisał się w sezonach 2004–2005, zajmując dwukrotnie 4. miejsce. W latach 2003–2008 rywalizował w Amerykańskich Mistrzostwach Superbike. W roku 2005 sięgnął w niej po tytuł mistrzowski. Rok później zdominował rywalizację, po czym skutecznie bronił ten tytuł przez dwa kolejne sezony. Za każdym razem największym rywalem Amerykanina był jego zespołowy partner, Australijczyk Mat Mladin. Oprócz tego w sezonie 2007 sięgnął po tytuł w Amerykańskich Mistrzostwach Superstock. W ciągu 10 lat zmagań, Spies bez przerwy był związany z Suzuki.

### World Superbike
Dzięki świetnej postawie na amerykańskiej ziemi, Ben Spies dostał szansę startów w fabrycznej ekipie Yamahy, w Mistrzostwach Świata Superbike. Nieoczekiwanie zdominował większą część sezonu, sięgając po rekordową liczbę 11 pole position oraz zwyciężając w 14 z 28 wyścigów. Pomimo tego po tytuł sięgnął dopiero w ostatnim wyścigu, za sprawą niezwykle równego i konsekwentnego Japończyka Noriyuki Hagi.

### MotoGP
Amerykanin po raz pierwszy w MotoGP pojawił 22 czerwca 2008 roku, podczas GP Wielkiej Brytanii, w zastępstwie kontuzjowanego Włocha Lorisa Capirossiego. Wyścig ostatecznie zakończył na 14. miejscu. W tym samym sezonie wystąpił jeszcze dwukrotnie na motocyklu Suzuki, podczas rodzimych GP USA oraz GP Indianapolis. Na dobrze znanych przez siebie obiektach spisał się znakomicie, zajmując 8. i 6. pozycję. W ciągu trzech wyścigu uzyskał pulę 20 punktów, dających mu 19. lokatę w końcowej klasyfikacji.
W roku 2009 za sprawą świetnych osiągów w WSBK, dostał szansę startu w kończącej sezon GP Walencji. Ponownie potwierdził swój talent, dojeżdżając na bardzo dobrym 7. miejscu. Dorobek 9 punktów dał mu 20. pozycję na koniec sezonu.
Dzięki zdobyciu tytułu mistrzowskiego w Mistrzostwach Świata Superbike’ów, Ben Spies podpisał kontrakt z satelicką ekipą Yamahy – Tech3 – na sezon 2010.

## Statystyki

### Wyniki w MotoGP
| Rok  | Klasa  | Motocykl | 1     | 2      | 3      | 4     | 5     | 6     | 7     | 8      | 9     | 10    | 11    | 12    | 13    | 14    | 15    | 16    | 17     | 18    | Poz. | Pkt. |
| ---- | ------ | -------- | ----- | ------ | ------ | ----- | ----- | ----- | ----- | ------ | ----- | ----- | ----- | ----- | ----- | ----- | ----- | ----- | ------ | ----- | ---- | ---- |
| 2008 | MotoGP | Suzuki   | QAT   | ESP    | PRT    | CHN   | FRA   | ITA   | CAT   | GBR 14 | NLD   | GER   | USA 8 | CZE   | SMR   | IND 6 | JPN   | AUS   | MYS    | VAL   | 19   | 20   |
| 2009 | MotoGP | Yamaha   | QAT   | JPN    | ESP    | FRA   | ITA   | CAT   | NLD   | USA    | GER   | GBR   | CZE   | IND   | SMR   | PRT   | AUS   | MYS   | VAL 7  |       | 20   | 9    |
| 2010 | MotoGP | Yamaha   | QAT 5 | SPA NU | FRA NU | ITA 7 | GBR 3 | NED 4 | CAT 6 | GER 8  | USA 6 | CZE 4 | IND 2 | SMR 6 | ARA 5 | JPN 8 | MYS 4 | AUS 5 | PRT NW | VAL 4 | 6    | 176  |

### Wyniki w WSBK
| Rok  | Make   | 1      | 1     | 2     | 2     | 3      | 3     | 4     | 4      | 5      | 5     | 6     | 6      | 7     | 7     | 8     | 8     | 9     | 9     | 10     | 10    | 11    | 11    | 12    | 12    | 13    | 13    | 14    | 14    | Poz. | Ptk. |
| Rok  | Make   | R1     | R2    | R1    | R2    | R1     | R2    | R1    | R2     | R1     | R2    | R1    | R2     | R1    | R2    | R1    | R2    | R1    | R2    | R1     | R2    | R1    | R2    | R1    | R2    | R1    | R2    | R1    | R2    | Poz. | Ptk. |
| ---- | ------ | ------ | ----- | ----- | ----- | ------ | ----- | ----- | ------ | ------ | ----- | ----- | ------ | ----- | ----- | ----- | ----- | ----- | ----- | ------ | ----- | ----- | ----- | ----- | ----- | ----- | ----- | ----- | ----- | ---- | ---- |
| 2009 | Yamaha | AUS 16 | AUS 1 | QAT 1 | QAT 1 | ESP NU | ESP 2 | NED 1 | NED NU | ITA 15 | ITA 1 | RSA 3 | RSA NU | USA 1 | USA 1 | SMR 1 | SMR 9 | GBR 1 | GBR 1 | CZE NU | CZE 1 | GER 1 | GER 2 | ITA 4 | ITA 5 | FRA 1 | FRA 4 | POR 1 | POR 5 | 1    | 462  |